# Three Days of Rain (film)
Pour plus de détails, voir Fiche technique et Distribution.
Three Days of Rain est un film dramatique américain écrit et réalisé par Michael Meredith (en), sorti en  2002. Il s'agit de l'adaptation des nouvelles d'Anton Tchekhov, dont l'intrigue se déroule dans la ville de Cleveland pendant un orage.

## Fiche technique
Sauf indication contraire, les informations mentionnées dans cette section peuvent être confirmées par la base de données cinématographiques IMDb,  présente dans la section « Liens externes ».
- Titre original et français : Three Days of Rain
- Réalisation et scénario : Michael Meredith (en)
- Musique : Bob Belden
- Direction artistique : Scott Wittmer
- Photographie : Cynthia Pusheck
- Montage : Sabine Hoffman
- Production : Robert Casserly et Bill Stockton

Production déléguée : Philip Bligh, Brad Hillstrom, Christine U. King et Bruce Randolph Tizes
- Sociétés de production : Hillstrom Entertainment et Maximon Pictures
- Société de distribution : Rogue Arts
- Pays de production :  États-Unis
- Langue originale : anglais
- Format : couleur
- Genre : drame
- Durée : 98 minutes
- Dates de sortie :
  - États-Unis : 12 mai 2002 (Festival du film de Tribeca) ; 30 septembre 2005 (New York) ; 21 juillet 2006 (Los Angeles)
  - France : 17 mai 2003 (Festival de Cannes)

## Distribution

### Personnages principaux
- Penelope Allen : Helen
- Erick Avari : Alex
- Alimi Ballard : Derrick
- Joey Bilow : Denis
- Bruce Bohne : Cranston
- Robert Casserly : Ray
- Laurie Coleman : le journaliste
- Chuck Cooper : Jim
- Blythe Danner : la femme dans la cabine
- Peter Falk : Waldo

### Personnages secondaires
- Mark Feuerstein : l'acheteur d’une voiture
- Heather Kafka : Lisa
- Peter Kalos : le fantôme
- Christine Karl : Liza
- Merle Kennedy : Tess
- Claire Kirk : Margaret
- George Kuchar : le fournisseur
- Lyle Lovett : le disc jockey
- John Carroll Lynch : l'invité à un dîner
- Don Meredith : John Horton
- Wayne Rogers : l'homme d'affaires
- Michael Santoro : « Thunder »
- Peter Henry Schroeder : Amon
- Bill Stockton : Michael
- Maggie Walker : Jen

### Caméo / apparitions non créditées
- Robert Carradine : le chauffeur de bus
- Keir Dullea : Extra
- Jordan Elliot : la jeune Tess
- Jason Patric : Extra
- Max Perlich : Extra
- Frank Gifford : Extra

## Production
Le tournage a lieu en Californie, dont Los Angeles et Long Beach, ainsi qu’à Cleveland dans l'Ohio.

## Accueil
Le film est sélectionné et présenté le 12 mai 2002 au festival du film de Tribeca, où il est nommé dans la catégorie du prix de jury. Il ne sort que le 30 septembre 2005 à New York et le 21 juillet 2006 à Los Angeles.
Il est également sélectionné et présenté le 17 mai 2003 au festival de Cannes.